# موسيقى كوستاريكا
تتميَّزُ كوستاريكا بالعديد من أنواع الموسيقى؛ ومع ذلك فالموسيقى الخاصّة بالبلد لم تُحقّق الكثير من الشهرة دوليًا وظلّت محصورة داخل حدود الدولة. تنتشرُ في صفوف الشباب الكوستاريكي الموسيقى الأمريكية والبريطانية وبالضبطِ موسيقى الروك أند رول والبوب التي تعرفُ وجودًا كبيرًا في المناطق الحضرية؛ عدى عن موسيقى الديسكو التي تعرفُ تواجدًا دائم الحضور في النوادي الليلية وبالضبطِ في مدنٍ محددة مثل سان خوسيه؛ كما تشيعُ في صفوف الشباب عددٌ من الرقصات بما في ذلك رقصةُ السوكا، السالسا، الميرينجو، الكومبيا وتكس مكس. في المقابل؛ تحظى الموسيقى المكسيكيّة بشعبية كبيرةٍ بين كبار السن وبعض الناس في الريف على اعتبار أنَّ كوستاريكا قد تعرضت في منتصف القرن العشرين لتأثيرٍ ثقافيّ مكسيكي كبير.

## الموسيقى الشعبية

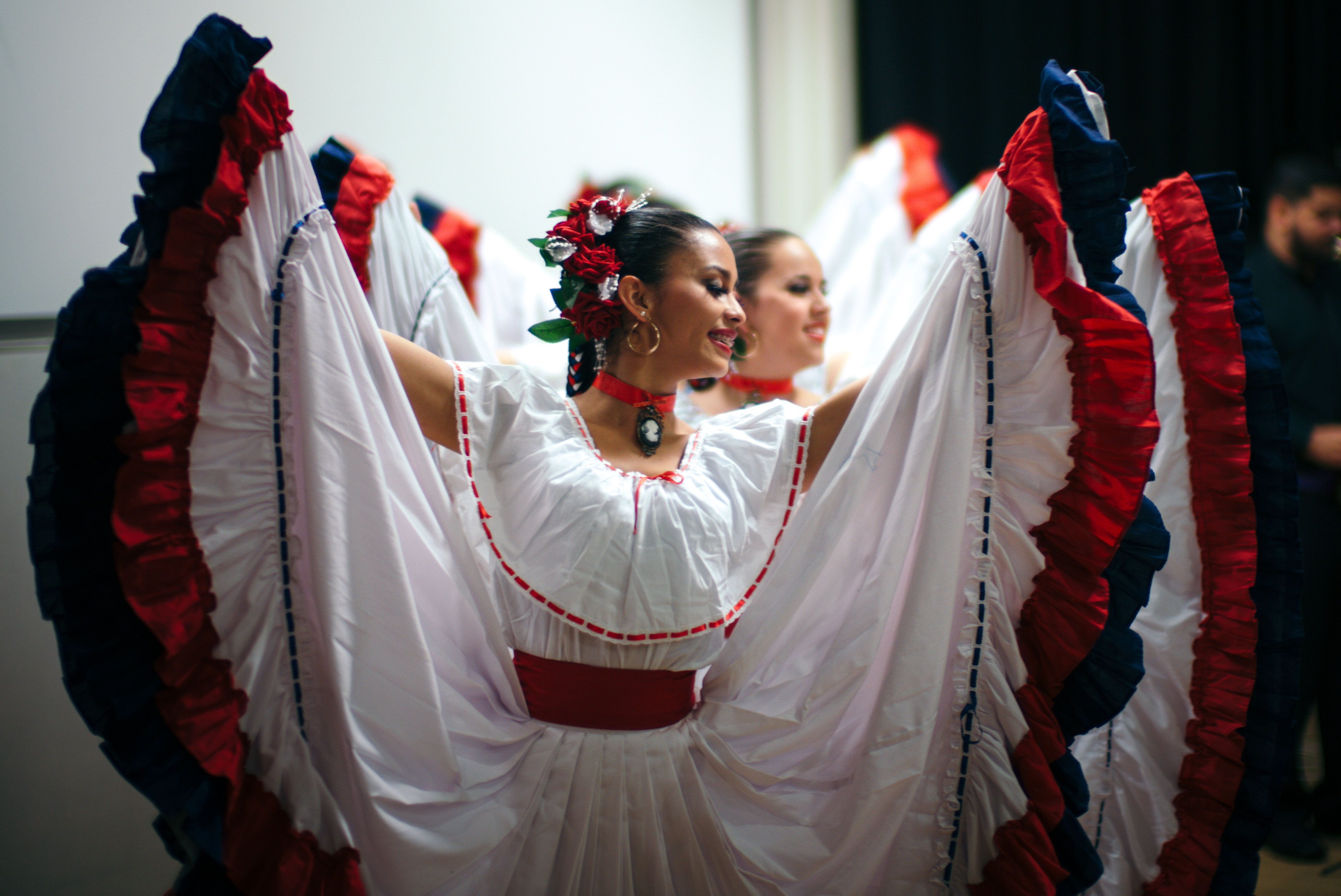
سيّدةٌ تؤدّي رقص كوستاريكيّة

تحظى الماريمبا أو موسيقى الماريمبا بشعبيّة كبيرة في كوستاريكا؛ وقد ساعد ظهور مجموعات غنائيّة جديدة مثل مجموعة كانتاراس (بالإسبانية: Cantares)‏ على نشر الموسيقى الشعبية في كوستاريكا؛ بل كانت جزءًا رئيسيًا من حركة الأغاني الكوستاريكية الجديدة.
ساهمَ سكان كوستاريكا في جزءٍ كبيرٍ من التراث الشعبي في البلاد؛ بما في ذلك وضعُ مقاييس موسيقية خاصّة بهم واختراعُ بعض الأغاني الاحتفاليّة. تُعدُّ منطقة غواناكاسته في شبه جزيرة نيكويا موطنًا للتقاليد الشعبية الأكثر شهرة؛ وعلى طول ساحل المحيط الأطلسي أصبحت الموسيقى الإفريقيّة أكثر شهرة ونفس الأمر بالنسبة لموسيقى الريغي.
في معظم أنحاء كوستاريكا؛ استُبدلت الأدوات القديمة مثل الأكرينا بأدواتٍ حديثةٍ مثل الأكورديونات والقيثارات؛ ومع ذلك لا تزالُ هناك أنماط شعبية معيّنة مثل التلمنكا التي تحتاجُ لأدواتٍ قديمة. في الواقع؛ تُعتبر غواناكاسته مركزًا رئيسيًا للموسيقى الشعبية في كوستاريكا وفيهِ يُعاد إحياد الأغاني القديمة.
لم يُطوِّر سكان كوستاريكا أبدًا إيقاعًا أو أسلوبًا رئيسيًا في الموسيقى الشعبية التي ظلّت دون اهتمامٍ أو تطويرٍ من قِبل أيّ مؤسسة أو جهة ما؛ ومع ذلك وبالضبطِ في أواخر ثمانينيات القرن العشرين ظهر بعضُ الفنانين والفرق الموسيقية المحلية بأسلوبهم الخاص وساعدوا في تطويرِ هذا النوع مثل خوسيه كاباني، ديستوريسيون، كافيه كون ليتشي، موديلو بارا أرمار وإينكونسنتي كوليكتيفو. كان لدى البعض منهم مشجعون من خارج كوستاريكا؛ مثل فرقة إديتوس (بالإسبانية: Editus)‏ وهي فرقة موسيقى جاز معاصرة فازت بجائزة جرامي في وقتٍ ما.
هذه قائمة مُصغّرة بأبرز الأغاني الشعبيّة في كوستاريكا:
| المؤدّي/الفرقة    | الأغنية             | السنة |
| ---------------- | ------------------- | ----- |
| لا باندا         | أفيسبا (سوافيسيتو)  | 1978  |
| لوس أبيجروس      | لا فييستا           | 1982  |
| لا باندا         | بنما بان تومبي      | 1982  |
| لا بانديللا      | أ كُومر مامي         | 1985  |
| مارفيل           | مينيالو             | 1985  |
| جاك مات          | بيبيريباو           | 1985  |
| بلانكو واي نيجرو | الجويري جويري       | 1986  |
| جاك مات          | إل كانجريجو         | 1986  |
| مانانتيال        | جوليتا              | 1986  |
| مارفيل           | ريبريزانتو          | 1986  |
| لا باندا         | لا باستيلا ديل أمور | 1987  |
| لا مافيا         | كون ميديو بيزو      | 1988  |
| لوس أليغريسيموس  | ال ديليكوينتي       | 1988  |
| لوس انجليس       | لاتينو صوي          | -     |
| لوس هيكسوس       | إل هولا هولا        | -     |

## موسيقى الروك
من أواخر التسعينيات وحتى الوقت الحالي؛ ظهر أسلوب روك محلي أحدث بقيادة فرق مثل جاندي (بالإسبانية: Gandhi)‏ وإيفولوشن (بالإسبانية: Evolución)‏ وتانغو إنديا (بالإسبانية: Tango India)‏ وسويت دوبل (بالإسبانية: Suite Doble)‏ وألما بوهيميا (بالإسبانية: Alma Bohemia)‏ وغيرهم. عرفت هذه الفرق شهرة في أوساطِ الشباب الكوستاريكي؛ ما مكّنها من الحضور وبقوّة في الموسيقى الكوستاريكيّة عبر إنتاجِ عشرات الألبومات وإقامةِ حفلاتٍ موسيقية عالية الإنتاج.
أصبحت كوستاريكا مركزًا رئيسيًا للحفلات الموسيقية العالمية لموسيقى الروك؛ ووفقًا لرعاة الفيلم الوثائقي الرحلة 666 (بالإنجليزية: Flight 666)‏ فإنّ محطة أيرون ميدن للعام 2008 في كوستاريكا كانت من أكبر الجولات في أمريكا الوسطى حيثُ حضرها أكثر من 27,000 شخص ومنذ ذلك الحفل أصبحت كوستاريكا محطة مهمة لهذهِ الأنواع من الموسيقى.
تعد مالبايس (بالإسبانية: Malpaís)‏ واحدةً من الفرق الرئيسية التي تُقدّم موسيقى الروك في كوستاريكا؛ حيثُ تمزجُ الموسيقى الشعبية الكوستاريكية التقليدية والموسيقى اللاتينية مع الجاز والروك وقد حقّقت نجاحًا كبيرًا في كوستاريكا والبلدان المحيطة بها. هناك أيضًا فرقةُ كانتو أمريكا (بالإسبانية: Cantoamérica)‏ وهي فرقةٌ يقودها المغنّي مانويل مونيستيل وقد قدمت لسنوات عديد نوعًا خاصًا من الموسيقى التي انتشرت على طول ساحل البحر الكاريبي.

## المؤسسات الموسيقية
تشملُ المنظمات التي تؤدّي عروضًا في الموسيقى الكلاسيكيّة منظمة أوركسترا كوستاريكا والمؤسّسة الوطنية السيمفونية التي تم تشكيلها في عام 1970 وهي جزءٌ من وزارة الثقافة في كوستاريكا. يقعُ مقرها الرئيسي في مقاطعة سان خوسيه؛ وكانت يقودها الموسيقيانِ جيرالد براون وإيروين هوفمان ثمّ تلاهما الياباني تشوسي كوماتسو قبل أن يتولى في عام 2014 ، كارل سانت كلير منصبَ المدير.
تعد البلاد أيضًا موطنًا لمنظمة أوبرا؛ وهي واحدةٌ من أوائل الجوقات في أمريكا الوسطى وتحظى بدعمٍ من الدولة كونها تنتمي إلى المؤسسة الوطنيّة السمفونية. من ناحيةٍ أخرى؛ تُقدم يونيفرسيداد دي كوستا ريكا في سان خوسيه، والجامعة الوطنية في هيريديا برامج لدراسة الموسيقى حيث يمكن للطلاب متابعة درجة البكالوريوس في الجامعتين والتخصّص في التأليف الموسيقي أو في أيّ تخصصٍ آخرٍ متوفر.
من بين الملحنين المعاصرين هناك ماريو الفاجول ومارفين كاماتشو وأليخاندرو كاردونا وبرنال فلوريس وبنجامين جوتيريز ولويس دييغو هيرا وإدي مورا؛ بينما تشملُ المؤسّسات الشعبية في كوستاريكا مؤسسة فانتاسيا فلكوريكا (بالإسبانية: Fantasía Folklorica)‏ التي تُشرف على تنظيمِ مهرجان دولي للموسيقى كل سنة تقريبًا. في السنوات الأخيرة؛ عملت الحكومة بقيادة وزير الثقافة على تنشيط الموسيقى التقليدية في البلد ولا زالت تعملُ على ذلك عبر عمليات التشجيع والتمويل وما إلى ذلك.